# Torvaj
Torvaj ist eine kleine Sacksiedlung im Transdanubischen Hügelland südlich des Plattensees in Ungarn. Sie liegt einige Kilometer nördlich von Tab, zu dessen Kreisnotariat die Gemeinde gehört.

## Geschichte
Die Geschichte Torvajs ist ab dem Mittelalter belegt, wobei als Namensvarianten Torwoy, Toruee und Torve vorkommen; die erste urkundliche Erwähnung stammt aus dem Jahre 1265.
In den beiden Weltkriegen verloren 42 bzw. 26 Einwohner als Soldaten ihr Leben.
Um das Jahr 2000 erhielt Torvaj eine Gas- und eine Trinkwasserleitung. Zudem wurde eine durch entsprechende Gebühren finanzierte Müllabfuhr eingeführt.

## Verkehr
Torvaj ist mit dem Auto nur über eine einzige asphaltierte Straße erreichbar. Jene zweigt in Ecseny von der neu gebauten Landstraße 6501 ab, die von Tab nach Zamárdi führt.
Drei Straßen verlaufen durch das Dorf, die Kossuth-Lajos-Utca, Petőfi-Sándor-Utca und Szőlőhegy-Utca, von denen die erste die Hauptstraße ist. An deren Beginn am Ortsrand liegt die evangelische Kirche, am Ende der Asphaltstraße die katholische Kirche mit dem Gemeindefriedhof. Zwar verlässt die Kossuth-Lajos-U. Torvaj auch und führt geradewegs nach Tab, so dass es sich strenggenommen nicht um eine Sacksiedlung handelt, doch ist dieser Teil der Straße ein unbefestigter Weg und damit für normale Autos unpassierbar.
Die wirtschaftliche Entwicklung des Landes zieht auch an Torvaj nicht spurlos vorüber. So wurde Torvaj an zusätzliche Buslinien angeschlossen. Dieses Mobilitäts-Plus führt dazu, dass jeden Tag rund 20 Omnibusse mit hoher Geschwindigkeit durch die Hauptstraße fahren und am Ende des Sackdorfes mühsam wenden müssen.
Für Schwerverkehr ist die Hauptstraße Kossuth Lajos utca, ein 1966 mit einer dünnen Teerdecke belegter Erdweg, aber gar nicht geeignet. Noch dazu ist diese Konstruktion seit dieser Zeit nicht mehr verstärkt worden. Die Folgen sind Schwingungen und Erschütterungen, die auf die anliegenden Gebäude übertragen werden, und zu Schäden an der Bausubstanz führen. Es entstehen Risse im Mauerwerk, die Werte der Immobilien sinken, der Leerstand ist hoch.
Die Verkehrssituation bringt aber nicht nur wirtschaftliche Schäden mit sich, sie ist für Fußgänger von großer Gefahr. In weiten Teilen der Straße gibt es keine Gehwege. Alle Fußgänger, unter anderem Schulkinder und ältere Leute, müssen sich die Fahrbahn mit Autos und Omnibussen teilen und sind dadurch einem gewissen Verkehrsrisiko aussetzen.
Die Gemeindeverwaltung kann keine baulichen Veränderungen vornehmen, denn die Straße befindet sich im Besitz der Firma Magyar Közút Zrt. Wohl aber könnte sie eine von den Anwohnern geforderte Geschwindigkeitsbeschränkung, zumindest für den Schwerverkehr, durchsetzen. Doch das lehnte Bürgermeister Léner Péter bisher ab.

## Bevölkerung
Hatte Torvaj Anfang des 20. Jahrhunderts noch über 1.000 Einwohner, so war diese Zahl bis 2000 auf 360 geschrumpft. Grund dafür ist in jüngster Zeit hauptsächlich der Wegzug der jüngeren Generation.

## Sehenswürdigkeiten
- Katholische Kirche St. Peter und Paul (Umbau 1755)
- Evangelische Kirche (1835)
- Weltkriegsdenkmal (Erster und Zweiter Weltkrieg)